# Thérmeia
Thérmeia är en ort i Cypern.   Den ligger i distriktet Eparchía Kerýneias, i den nordöstra delen av landet, 17 km norr om huvudstaden Nicosia. Thérmeia ligger 54 meter över havet och antalet invånare är 868. Den ligger på ön Cypern.
Terrängen runt Thérmeia är varierad. Havet är nära Thérmeia norrut.Trakten runt Thérmeia är ganska glesbefolkad, med 25 invånare per kvadratkilometer. Närmaste större samhälle är Nicosia, 17,2 km söder om Thérmeia. Trakten runt Thérmeia är i huvudsak ett öppet busklandskap.